# Caribeanellinae
Caribeanellinae es una subfamilia de foraminíferos bentónicos de la Familia Planorbulinidae, de la superfamilia Planorbulinoidea, del suborden Rotaliina y del orden Rotaliida. Su rango cronoestratigráfico abarca desde el Paleoceno hasta la Actualidad.

## Clasificación
Caribeanellinae incluye al siguiente género:
- Caribeanella

Otros géneros considerados en Caribeanellinae son:
- Oinomikadoina, aceptado como Caribeanella
- Pseudocibicidoides, aceptado como Caribeanella